# Kondé Lajos
Kondé Lajos (Mezőhegyes, 1960. október 10. –) magyar római katolikus pap, Csongrád megye díszpolgára.

## Életútja
Szüleit a csehszlovák–magyar lakosságcsere keretében, 1947-ben telepítették át Gútáról Pitvarosra. Itt töltötte gyermekkorát. Középiskolai tanulmányait Kecskeméten a Piarista Gimnáziumban végezte. Diplomát a Szegedi Hittudományi Főiskolán szerzett. 1984. június 16-án a szegedi fogadalmi templomban szentelték pappá.
Papi szolgálatát Szeged Alsóvároson kezdte segédlelkészként. 1989-1994 között Szeged-Belvárosi segédlelkész. 1990-2003 között a Szeged-Csanádi egyházmegye ifjúsági referense és – négy évtized után elsőként – egyetemi lelkésze. 1994–2003 között a szegedi Szent Imre Egyetemi Szakkollégium igazgatója. 2000-től pápai káplán. 2001-től a dóm plébánosa, és ezzel együtt ereklyeőri prépost, a Szegedi Székesegyház káptalani testületének tagja. 2004-től a Szegedi Espereskerület esperese, 2006-tól a temesvári Szent György székesegyház káptalanának tiszteletbeli kanonoka, 2006-tól pasztorális püspöki helynök, 2011-től nagyprépost.

## Kitüntetései
- Pitvaros díszpolgára
- Pro Urbe Szeged díj (2010)
- A szegedi Szent-Györgyi Albert Rotary Club Szent-Györgyi-díja (2015)
- Csongrád megye díszpolgára (2016)